# Xcelerator
Xcelerator ist eine Stahlachterbahn (Launched Coaster) im US-amerikanischen Freizeitpark Knott’s Berry Farm in Buena Park (Nähe Los Angeles). Eröffnet wurde die Achterbahn am 22. Juni 2002 und von Intamin als Typ Accelerator Coaster konstruiert.

## Fahrt
Bei dieser Achterbahn werden die Züge mit einem hydraulisch angetriebenem Katapultsystem aus der Station heraus annähernd horizontal in 2,3 Sekunden auf 132 km/h beschleunigt. Am Ende der Beschleunigungsstrecke fährt der Zug senkrecht auf eine maximale Höhe von 62,5 m und über die Kuppe des Top-Hat genannten Elements.
Gelegentlich schafft es der Zug nicht, den Top-Hat zu überwinden, wonach er rückwärts wieder in die Station zurückrollt. Auf der Beschleunigungsstrecke befinden sich daher auch einziehbare Magnetbremsschwerter, die im Falle eines solchen „Rollbacks“ den Zug abbremsen. Solch ein Rollback kommt allerdings sehr selten vor.
Bereits wenn es ein wenig regnet, wird der Betrieb eingestellt. Dies ist eine Empfehlung des Herstellers. Bevor die Achterbahn wieder geöffnet werden kann, muss sie einige Testfahrten ohne Insassen durchführen.

## Züge
Xcelerator besitzt zwei Züge mit jeweils fünf Wagen. In jedem Wagen können vier Personen (zwei Reihen à zwei Personen) Platz nehmen. Dadurch ist eine maximale Kapazität von 1330 Personen pro Stunde möglich. Als Rückhaltesystem kommen Schoßbügel zum Einsatz.

## Verbindung mit Kingda Ka und Top Thrill Dragster
Xcelerator war eine der ersten Accelerator Coasters mit einem Tophat. Sie war das Vorbild für Kingda Ka und Top Thrill Dragster. Kingda Ka war zwar doppelt so hoch und etwa 1,5-mal so schnell wie Xceleratorund hielt damit zwei Weltrekorde, aber das Fahrprinzip war genau das gleiche.

## Unfall
Am 16. September 2009 riss beim Abschuss eines Zuges das Stahlseil der Katapultanlage. Ein 12 Jahre alter Junge sowie sein Vater wurden bei dem Unfall durch Trümmerteile verletzt. Die Achterbahn blieb bis zum 26. April 2010 geschlossen.